# Etiopski kalendar
Etiopski kalendar (amharski: የኢትዮጵያ ዘመን አቆጣጠር ye'Ītyōṗṗyā zemen āḳoṭaṭer), poznat i kao Ge'ez kalendar, glavni je kalendar koji se rabi u Etiopiji, a osim toga se rabi i u liturgijske svrhe različitih krišćanskih denominacija u Eritreji. Zasnovan je na aleksandrijskom, odn. koptskom kalendaru, koji potiče od starog egipatskog kalendara. Kao i kod julijanskog kalendara, svaka četvrta godina je prestupna, bez izuzetka. Godina počinje 29. ili 30. kolovoza po julijanskom kalendaru. Razlika od sedam ili osam godina između etiopskog i gregorijanskog kalendara potiče od različitog proračuna datuma Blagovijesti (Isusovog začeća).
Kao i kod koptskog kalendara, godina ima 12 mjeseci od po 30 dana, plus pet ili šest tzv. epagomenalnih dana, koji se obično nazivaju trinaesti mjesec. Mjeseci počinju istim danima kao i koptski, samo što su imena drugačija, na jeziku Ge'ez. Šesti epagomenalni dan se dodaje svake četiri godine bez izuzetka 29. kolovoza po julijanskom kalendaru, šest mjeseci prije julijanskog prestupnog dana. Tako je prvi dan etiopske godine, 1 Mäskäräm, 11. rujna odn. 12. rujna pred julijansku prestupnu godinu (po gregorijanskom, tijekom 20. i 21. stoljeća, odn. 1900-2100. uključujući). 

## Tekuća godina
Etiopska 2003. je počela 11. rujna 2010. po gregorijanskom kalendaru. Inače, u Etiopiji su milenijumske proslave održane u ponoć po lokalnom vremenu pred 12. rujna 2007.

## Nova godina
Nova godina se na amharskom jeziku zove Enkutatash, a na Ge'ezu Ri'se Awde Amet (Godišnjica glave); ovaj drugi naziv više koristi Eritrejska pravoslavna tevahedo crkva.

## Stoljeća
Etiopljani i sljedbenici eritrejskih crkvi za označavanje godina danas rabe doba Inkarnacije, koja počinje od Isusove Inkarnacije (utjelovljenja) tj. Blagovjesti, 25. ožujka 9. - po računu Anijana Aleksandrijskog iz oko 400; po tome je prva građanska godina počela sedam mjeseci ranije, 29. kolovoza 8. godine (oba datuma po julijanskom). Europljani su u međuvremenu prihvatili proračun Dionisija Malog iz 525., po kome su Blagovjesti bile osam godina ranije nego po Anijanovom. Zbog ovoga je broj etiopske godine manji za osam od gregorijanske većim dijelom godine, odn. za sedam između 10/11. rujna i kraja prosinca. 
U prošlosti su se u Etiopiji i Kraljevstvu Aksum rabile razne druge ere: 

### Era Mučenikâ
Najznačajnija era - koju su nekada dosta koristile istočne crkve, a još uvek je koristi Koptska crkva - bila je Era Mučenika, poznata i kao Dioklecijanova era, čija je prva godina počela 29. kolovoza 284.
U odnosu na zapadnu (i julijansku) Novu godinu, oko tri mjeseca kasnije, razlika između Ere Mučenikâ i Anno Domini je 285 (= 15×19) godina. Ovo je zato što je Dionisije mali 525. odlučio dodati 15 Metonskih ciklusa na postojećih 13 Metonskih ciklusa Dioklecijanove ere (15×19 + 13×19 = 532) kako bi dobio čitav srednjovjekovni uskrsni ciklus. 

### Anno Mundiprema Panodoru
Aleksandrijski monah po imenu Panodor je oko 400. utvrdio Aleksandrijsku eru (Anno Mundi, "u godini svijeta"), datum postanja, na 29. kolovoza 5493. p.kr. Egipatski i etiopski kroničari su iza 6. stoljeća rabili ovu eru. Dvanaesti 532-godišnji ciklus ove ere je počeo 29. kolovoza 360. tj. 4×19 godina poslije Ere Mučenika. 

## Ciklus prestupnih godina
Četiri godine ciklusa prestupnih godina su povezane s četvoricom evanđelista: prva godina poslije etiopske prestupne godine je imenovana u čast Jovana/Ivana, zatim slijede Matejeva/Matijina i Markova godina, a prestupna je posvećena Luki. 
Svaka četvrta godina je prestupna bez izuzetka, za razliku od gregorijanskog kalendara.

## Mjeseci
| Ge'ez, Amharski, i Tigrinja (s tigrinjskim sufiksima u zagradama) | Koptski                | Počinje po gregorijanskom |
| ----------------------------------------------------------------- | ---------------------- | ------------------------- |
| Mäskäräm (መስከረም)                                                  | Tut (Thout)            | 11. rujna *               |
| Ṭəqəmt(i) (ጥቅምት)                                                  | Babah (Paopi)          | 11. listopada *           |
| Ḫədar (ኅዳር)                                                       | Hatur (Hathor)         | 10. studenog *            |
| Taḫśaś ( ታኅሣሥ)                                                    | Kiyahk (Koiak)         | 10. prosinca *            |
| Ṭərr(i) (ጥር)                                                      | Tubah (Tobi)           | 9. siječnja *             |
| Yäkatit (Tn. Läkatit) (የካቲት)                                      | Amshir (Meshir)        | 8. veljače *              |
| Mägabit (መጋቢት)                                                    | Baramhat (Paremhat)    | 10. ožujka                |
| Miyazya (ሚያዝያ)                                                    | Baramundah (Paremoude) | 9. travnja                |
| Gənbot (ግንቦት)                                                     | Bashans (Pashons)      | 9. svibnja                |
| Säne (ሰኔ)                                                         | Ba'unah (Paoni)        | 8. lipnja                 |
| Ḥamle (ሓምሌ)                                                       | Abib (Epip)            | 8. srpnja                 |
| Nähase (ነሓሴ)                                                      | Misra (Mesori)         | 7. kolovoza               |
| Ṗagʷəmen/Ṗagumen (ጳጐሜን/ጳጉሜን)                                      | Nasi (Pi Kogi Enavot)  | 6. rujna                  |

Zvjezdicom označeno treba uvećati za jedan u godini poslije šestog epagomenalnog dana (tj. poslije prestupne etiopske godine). Dati gregorijanski datumi vrijede od ožujka 1900. do veljače 2100.